# Olympische Sommerspiele 2012/Teilnehmer (Paraguay)
| Gelbes Symbol für Goldmedaillen mit stilisierten Olympischen Ringen | Graues Symbol für Silbermedaillen mit stilisierten Olympischen Ringen | Braundes Symbol für Bronzemedaillen mit stilisierten Olympischen Ringen |
| ------------------------------------------------------------------- | --------------------------------------------------------------------- | ----------------------------------------------------------------------- |
| —                                                                   | —                                                                     | —                                                                       |

Paraguay nahm in London an den Olympischen Spielen 2012 teil. Es war die insgesamt elfte Teilnahme an Olympischen Sommerspielen. Das Comité Olímpico Paraguayo nominierte acht Athleten in sechs Sportarten.

## Flaggenträger
Der Schwimmer Ben Hockin trug die Flagge Paraguays während der Eröffnungsfeier im Olympiastadion.

## Teilnehmer nach Sportarten

### Judo
| Athleten        | Wettbewerb       | 1. Runde           | 1. Runde | Achtelfinale  | Achtelfinale  | Viertelfinale | Viertelfinale | Hoffnungsrunde Halbfinale | Hoffnungsrunde Halbfinale | Halbfinale    | Halbfinale    | Hoffnungsrunde Finale | Hoffnungsrunde Finale | Finale        | Finale        | Rang |
| Athleten        | Wettbewerb       | Gegner             | Ergebnis | Gegner        | Ergebnis      | Gegner        | Ergebnis      | Gegner                    | Ergebnis                  | Gegner        | Ergebnis      | Gegner                | Ergebnis              | Gegner        | Ergebnis      | Rang |
| --------------- | ---------------- | ------------------ | -------- | ------------- | ------------- | ------------- | ------------- | ------------------------- | ------------------------- | ------------- | ------------- | --------------------- | --------------------- | ------------- | ------------- | ---- |
| Männer          |                  |                    |          |               |               |               |               |                           |                           |               |               |                       |                       |               |               |      |
| Abraham Acevedo | Klasse bis 66 kg | D. García González | 0001-020 | ausgeschieden | ausgeschieden | ausgeschieden | ausgeschieden | ausgeschieden             | ausgeschieden             | ausgeschieden | ausgeschieden | ausgeschieden         | ausgeschieden         | ausgeschieden | ausgeschieden | 17   |

### Leichtathletik
Laufen und Gehen
| Athleten        | Wettbewerb | Vorlauf | Vorlauf | Halbfinale    | Halbfinale    | Finale        | Finale        | Rang |
| Athleten        | Wettbewerb | Zeit    | Rang    | Zeit          | Rang          | Zeit          | Rang          | Rang |
| --------------- | ---------- | ------- | ------- | ------------- | ------------- | ------------- | ------------- | ---- |
| Männer          |            |         |         |               |               |               |               |      |
| Augusto Stanley | 400 m      | 47,21 s | 8       | ausgeschieden | ausgeschieden | ausgeschieden | ausgeschieden | 40   |

Springen und Werfen
| Athleten     | Wettbewerb | Qualifikation | Qualifikation | Finale        | Finale        | Rang |
| Athleten     | Wettbewerb | Weite/Höhe    | Rang          | Weite/Höhe    | Rang          | Rang |
| ------------ | ---------- | ------------- | ------------- | ------------- | ------------- | ---- |
| Frauen       |            |               |               |               |               |      |
| Leryn Franco | Speerwurf  | 51,54 m       | 18            | ausgeschieden | ausgeschieden | 34   |

### Rudern
| Athleten                   | Wettbewerb | Vorlauf     | Vorlauf | Hoffnungslauf | Hoffnungslauf | Viertelfinale | Viertelfinale | Halbfinale  | Halbfinale | Finale      | Finale | Rang |
| Athleten                   | Wettbewerb | Zeit        | Rang    | Zeit          | Rang          | Zeit          | Rang          | Zeit        | Rang       | Zeit        | Rang   | Rang |
| -------------------------- | ---------- | ----------- | ------- | ------------- | ------------- | ------------- | ------------- | ----------- | ---------- | ----------- | ------ | ---- |
| Frauen                     |            |             |         |               |               |               |               |             |            |             |        |      |
| Gabriela Mosqueira Benitez | Einer      | 7:52,07 min | 2       | –             | –             | 8:14,36 min   | 5             | 8:10,15 min | 6          | 8:34,51 min | 2      | 20   |

### Schwimmen
| Athleten      | Wettbewerb          | Vorlauf     | Vorlauf | Halbfinale    | Halbfinale    | Finale        | Finale        | Rang |
| Athleten      | Wettbewerb          | Zeit        | Rang    | Zeit          | Rang          | Zeit          | Rang          | Rang |
| ------------- | ------------------- | ----------- | ------- | ------------- | ------------- | ------------- | ------------- | ---- |
| Frauen        |                     |             |         |               |               |               |               |      |
| Karen Riveros | 100 m Freistil      | 59,86 s     | 3       | ausgeschieden | ausgeschieden | ausgeschieden | ausgeschieden | 41   |
| Männer        |                     |             |         |               |               |               |               |      |
| Ben Hockin    | 100 m Freistil      | 50,12 s     | 3       | ausgeschieden | ausgeschieden | ausgeschieden | ausgeschieden | 32   |
| Ben Hockin    | 200 m Freistil      | 1:48,96 min | 7       | ausgeschieden | ausgeschieden | ausgeschieden | ausgeschieden | 26   |
| Ben Hockin    | 100 m Schmetterling | 53,65 s     | 4       | ausgeschieden | ausgeschieden | ausgeschieden | ausgeschieden | 36   |

### Tennis
| Athleten             | Wettbewerb | 1. Runde          | 1. Runde       | 2. Runde      | 2. Runde      | Achtelfinale  | Achtelfinale  | Viertelfinale | Viertelfinale | Halbfinale    | Halbfinale    | Finale        | Finale        |
| Athleten             | Wettbewerb | Gegner            | Ergebnis       | Gegner        | Ergebnis      | Gegner        | Ergebnis      | Gegner        | Ergebnis      | Gegner        | Ergebnis      | Gegner        | Ergebnis      |
| -------------------- | ---------- | ----------------- | -------------- | ------------- | ------------- | ------------- | ------------- | ------------- | ------------- | ------------- | ------------- | ------------- | ------------- |
| Frauen               |            |                   |                |               |               |               |               |               |               |               |               |               |               |
| Verónica Cepede Royg | Einzel     | Varvara Lepchenko | 5:7, 7:66, 2:6 | ausgeschieden | ausgeschieden | ausgeschieden | ausgeschieden | ausgeschieden | ausgeschieden | ausgeschieden | ausgeschieden | ausgeschieden | ausgeschieden |

### Tischtennis
| Athleten        | Wettbewerb | 1. Runde         | 1. Runde | 2. Runde      | 2. Runde      | 3. Runde      | 3. Runde      | 4. Runde      | 4. Runde      | Viertelfinale | Viertelfinale | Halbfinale    | Halbfinale    | Finale        | Finale        | Rang |
| Athleten        | Wettbewerb | Gegner           | Ergebnis | Gegner        | Ergebnis      | Gegner        | Ergebnis      | Gegner        | Ergebnis      | Gegner        | Ergebnis      | Gegner        | Ergebnis      | Gegner        | Ergebnis      | Rang |
| --------------- | ---------- | ---------------- | -------- | ------------- | ------------- | ------------- | ------------- | ------------- | ------------- | ------------- | ------------- | ------------- | ------------- | ------------- | ------------- | ---- |
| Männer          |            |                  |          |               |               |               |               |               |               |               |               |               |               |               |               |      |
| Marcelo Aguirre | Einzel     | Olexander Diduch | 3:4      | ausgeschieden | ausgeschieden | ausgeschieden | ausgeschieden | ausgeschieden | ausgeschieden | ausgeschieden | ausgeschieden | ausgeschieden | ausgeschieden | ausgeschieden | ausgeschieden | 49   |